# Floresta (Porto Alegre)
Floresta es un barrio de la ciudad de Porto Alegre, Brasil. Fue creado por la Ley 2,022 del 7 de diciembre de 1959 y modificada por la Ley 12,112 de 22 de agosto de 2016.
Situado cerca del centro de Porto Alegre, es la principal vía de acceso desde el aeropuerto al centro. Las principales avenidas del barrio de Floresta son la Farrapos, la Cristóvão Colombo y la rúa Voluntários da Pátria. Además de centro, limita con los barrios Independência, Moinhos de Vento, Higienópolis y São Geraldo.

## Historia

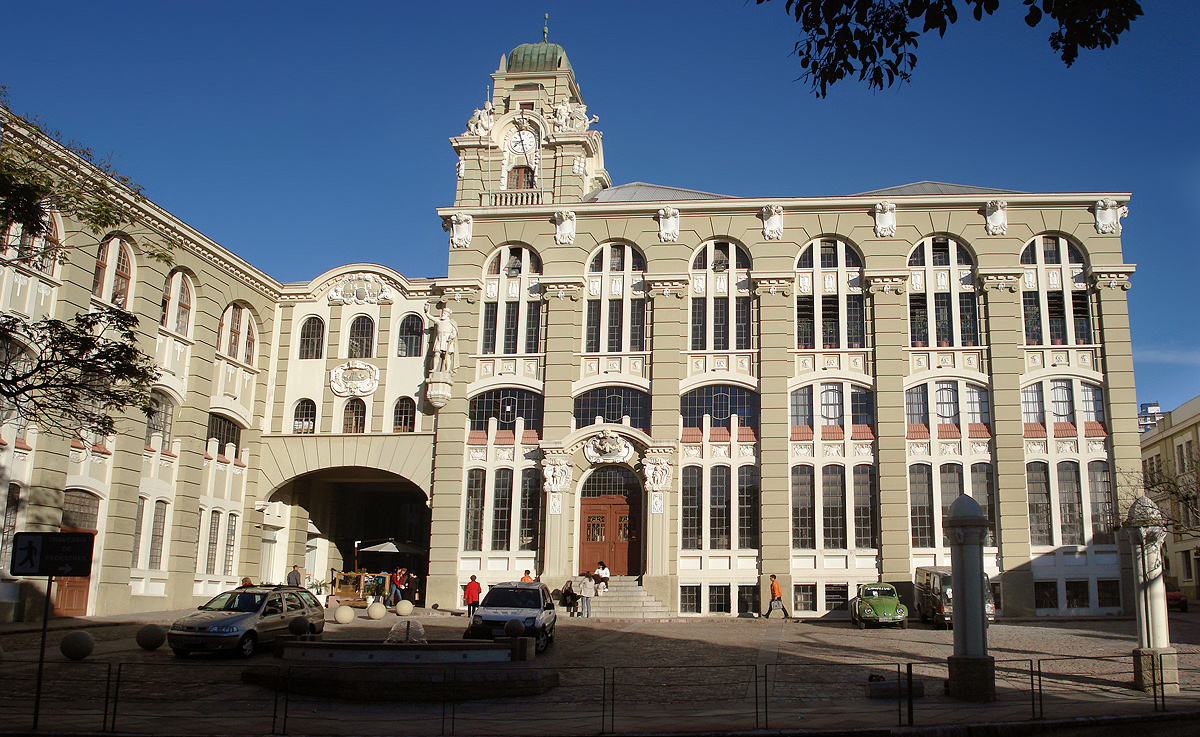
Antiguo edificio de la cervecería Brahma

El barrio comenzaba con la Estrada da Floresta (actual Avenida Cristóvão Colombo), que comunicaba el centro de la ciudad con una colina lejana cubierta de densa vegetación arbustiva, una verdadera selva virgen. A lo largo del tiempo, este bosque proporcionaba leña para las cocinas domésticas o servía de materia prima para maderas de la región. Así, a medida que se deforestaba la colina y se habitaba el camino, se desarrollaba el barrio.
En diciembre de 1849, en la cima de la colina, todavía muy arbolada en aquella época, se inauguró un hospital, la Casa de Saúde Bela Vista. Más de cincuenta años después, en 1903, el hospital fue adquirido por el Ejército, convirtiéndose en el actual Hospital Militar de Porto Alegre, pero que ya no pertenece a los límites del barrio, pues se encuentra en el cercano Auxiliadora.
En 1883, se construyó el edificio de la Sociedad Florida en la rúa Comendador Azevedo. La Sociedad tuvo su apogeo en la primera mitad del siglo pasado con campeonatos de bolos, deporte de origen germánico de gran aceptación entre los gaúchos. En las décadas de 1950 y 1960, la Sociedad apoyó a equipos de voleibol y baloncesto. Hoy en día, la Sociedad está completamente desmovilizada y el edificio es utilizado por logias masónicas para sus reuniones semanales.
En 1888 se fundó la Iglesia de São Pedro con cuya construcción despegó la urbanización de la región. En 2016, con la nueva ley de barrios, la iglesia pasó a formar parte del barrio Moinhos de Vento. Con el paso del tiempo, se observó la tendencia industrial de la zona albergando, entre otras, la Cervejaria Bopp, la Sasse, la Ritter e Cia. Ltda. y la Cervecería Brahma. En las inmediaciones de las fábricas, los empleados construyeron sus viviendas, como el edificio de la Rua Comendador Coruja, obra del arquitecto germano-brasileño Theo Wiederspahn.
El Palacinho fue construido por el ingeniero italiano Armando Boni. La construcción del palacio, destinado a albergar al Conde Galezzo Ciano, fue encargada por el comerciante Santo Meneghetti en 1926. En enero de 1954, el edificio fue expropiado por decreto del gobernador del Estado para albergar el Departamento de Servicios Públicos del Estado. Más tarde se convirtió en la residencia oficial del Vicegobernador y actualmente se conoce como Palacinho.
En 1939 comenzaron a construirse los Moinhos Germani. Situado en la rúa 7 de Abril, esquina con la rúa Emancipação. Fue un emprendimiento del italiano Aristides Germani, gran promotor de la siembra de trigo en Brasil, líder comunitario y una de las personalidades de la colonia italiana en la primera mitad del siglo pasado. El edificio tiene más de cuatro mil metros de superficie, pertenece actualmente a la constructora Ivo Rizzo y está abandonado.
Construida entre 1946 y 1949, la Parroquia Santa Teresinha está situada en la esquina de las calles Ramiro Barcelos y São Carlos. La fachada es austera, casi sin decoración, pero el interior es uno de los más bellos de Porto Alegre, con una interpretación típica de las iglesias de arquitectura renacentista. La parroquia cuenta con una serie de murales (1952) creados por Aldo Locatelli y Emilio Sessa, italianos de Bérgamo responsables de importantes obras en iglesias y espacios públicos del estado en el siglo pasado.
En 1960 se fundó en el barrio el Hospital Maia Filho que quebró en 2005 y fue posteriormente demolido.

## Características actuales
El barrio cuenta con muchos edificios antiguos, en su mayoría de las décadas de 1950, 1960 y 1970, poco o nada conservados. Actualmente, tiene una gran variedad comercial conservando aún algunas de sus industrias pero no ha dejado de ser residencial. Se han construido otras iglesias, tanto católicas como protestantes, respetando la homogeneidad de sus residentes.
En algunas calles del barrio, próximas a la Av. Farrapos, se ubican varios locales nocturnos y existe un alto índice de prostitución, así como la llamada "prostitución callejera" nocturna.
Muchs grandes inversiones, como el Shopping Total (con la nueva ley de barrios de 2016, Shopping Total ahora pertenece al barrio Independencia) y Shopping Floresta (en construcción), así como la migración de muchas empresas medianas, están contribuyendo significativamente a la mejora del barrio.
El barrio también es sede de la Secretaría de Seguridad Pública y el Centro Regional Sur de Excelencia en Criminalística está en construcción al lado de la estación de autobuses. Otro factor importante es la proximidad del barrio al Centro de la capital de Rio Grande do Sul, lo que facilita la logística de empresas y residentes.